# احمد احمدانی
احمد احمدانی (آلبانیایی: Ahmet Ahmedani؛ زادهٔ ۱۵ ژانویهٔ ۱۹۴۹) بازیکن فوتبال اهل آلبانی بود.
از باشگاه‌هایی که در آن بازی کرده‌است می‌توان به باشگاه فوتبال دینامو تیرانا اشاره کرد.
وی همچنین در تیم ملی فوتبال آلبانی بازی کرده‌است.